# Писти за Формула 1
Всички състезания в историята на Формула 1, пистите, където са провеждани, и годините.
Пистите с удебелен шрифт, са част от календара на ФИА за Формула 1, сезон 2011.

## А
| Писта        | Местоположение     | Състезание за | Сезони              | N  | Карта    |
| ------------ | ------------------ | ------------- | ------------------- | -- | -------- |
| Ред Бул Ринг | Шпийлберг, Австрия | ГН Австрия    | 1997 – 2003, 2014 – | 7  | А1 Ринг  |
| Аделейд      | Аделейд, Австралия | ГН Австралия  | 1985 – 1995         | 11 | Adelaide |
| Айн Диаб     | Казабланка, Мароко | ГН Мароко     | 1958                | 1  | Аин-Диаб |
| Албърт Парк  | Мелбърн, Австралия | ГН Австралия  | 1996 –              | 16 |          |
| Америките    | Остин, Тексас, САЩ | ГН САЩ        | 2012 –              | 1  |          |
| АФУС         | Берлин, Германия   | ГН Германия   | 1959                | 1  | АФУС     |

## Б
| Писта      | Местоположение        | Състезание за               | Сезони                                                          | N  | Карта |
| ---------- | --------------------- | --------------------------- | --------------------------------------------------------------- | -- | ----- |
| Баку       | Баку, Азербайджан     | ГН Европа                   | 2016 -                                                          | 1  |       |
| Боависта   | Порто, Португалия     | ГН Португалия               | 1958, 1960                                                      | 2  |       |
| Брандс Хач | Кент, Великобритания  | ГН Великобритания ГН Европа | 1964, 1966, 1968, 1970, 1972, 1974, 1976, 1978, 1980, 1982 – 86 | 14 |       |
| Бремгартен | Бремгартен, Швейцария | ГН Швейцария                | 1950 – 1954                                                     | 5  |       |
| Бугати     | Льо Ман, Франция      | ГН Франция                  | 1967                                                            | 1  |       |

## В
| Писта    | Местоположение    | Състезание за | Сезони      | N | Карта |
| -------- | ----------------- | ------------- | ----------- | - | ----- |
| Валенсия | Валенсия, Испания | ГН Европа     | 2008 – 2012 | 3 |       |

## Д
| Писта          | Местоположение         | Състезание за           | Сезони                             | N | Карта |
| -------------- | ---------------------- | ----------------------- | ---------------------------------- | - | ----- |
| Детройт        | Детройт, Мичиган, САЩ  | ГН Детройт              | 1982–1988                          | 7 |       |
| Джейпи         | Делхи, Индия           | ГН Индия                | 2011 – 2013                        | 1 |       |
| Дижон-Преноа   | Дижон, Франция         | ГН Франция ГН Швейцария | 1974, 1977, 1979, 1981, 1982, 1984 | 6 |       |
| Донингтън парк | Лестър, Великобритания | ГН Европа               | 1993                               | 1 |       |

## E
| Писта          | Местоположение           | Състезание за     | Сезони                           | N  | Карта          |
| -------------- | ------------------------ | ----------------- | -------------------------------- | -- | -------------- |
| Ейнтрий        | Ливърпул, Великобритания | ГН Великобритания | 1955, 1957, 1959, 1961, 1962     | 5  | Аинтрии Ресурс |
| Ерман Родригес | Мексико Сити, Мексико    | ГН Мексико        | 1963 – 1970, 1986 – 1992, 2015 – | 15 |                |
| Ещорил         | Ещорил, Португалия       | ГН Португалия     | 1984 – 1996                      | 13 |                |

## Ж
| Писта       | Местоположение           | Състезание за | Сезони              | N  | Карта |
| ----------- | ------------------------ | ------------- | ------------------- | -- | ----- |
| Жакарепагуа | Рио де Жанейро, Бразилия | ГН Бразилия   | 1978, 1981 – 1989   | 10 |       |
| Жил Вилньов | Монреал, Канада          | ГН Канада     | 1982 – 2008, 2010 – | 28 |       |

## З
| Писта    | Местоположение         | Състезание за  | Сезони                                     | N  | Карта |
| -------- | ---------------------- | -------------- | ------------------------------------------ | -- | ----- |
| Зандворд | Зандворт, Нидерландия  | ГН Нидерландия | 1952, 1953, 1955, 1958 – 1971, 1973 – 1985 | 30 |       |
| Золдер   | Хаустен-Золдер, Белгия | ГН Белгия      | 1973, 1975 – 1982, 1984                    | 10 |       |

## И
| Писта         | Местоположение             | Състезание за           | Сезони                           | N  | Карта      |
| ------------- | -------------------------- | ----------------------- | -------------------------------- | -- | ---------- |
| Индианаполис  | Индианаполис, Индиана, САЩ | ГН САЩ                  | 2000 – 2007                      | 8  |            |
| Имола         | Имола, Сан Марино          | ГН Сан Марино ГН Италия | 1980 – 2006                      | 27 |            |
| Интерлагос    | Сао Пауло, Бразилия        | ГН Бразилия             | 1973 – 1977, 1979 – 1980, 1990 – | 24 | Interlagos |
| Истанбул парк | Истанбул, Турция           | ГН Турция               | 2005 – 2011                      | 7  |            |

## Й
| Писта         | Местоположение    | Състезание за | Сезони                                  | N  | Карта |
| ------------- | ----------------- | ------------- | --------------------------------------- | -- | ----- |
| Йостерайхринг | Спилбърг, Австрия | ГН Австрия    | 1970 – 1987; 2014 – (като Ред Бул Ринг) | 18 |       |

## K
| Писта    | Местоположение             | Състезание за | Сезони                                | N  | Карта |
| -------- | -------------------------- | ------------- | ------------------------------------- | -- | ----- |
| Каталуня | Барселона, Испания         | ГН Испания    | 1991 –                                | 20 |       |
| Киалами  | Килами, ЮАР                | ГН ЮАР        | 1967 – 1980, 1982 – 1985, 1992 – 1993 | 20 |       |
| Корея    | Йеонгам каунти, Южна Корея | ГН Южна Корея | 2010 – 2013                           | 1  |       |

## Л
| Писта     | Местоположение             | Състезание за | Сезони      | N | Карта |
| --------- | -------------------------- | ------------- | ----------- | - | ----- |
| Лонг Бийч | Лонг Бийч, Калифорния, САЩ | ГН САЩ-запад  | 1976 – 1983 | 8 |       |

## M
| Писта             | Местоположение       | Състезание за | Сезони                  | N  | Карта   |
| ----------------- | -------------------- | ------------- | ----------------------- | -- | ------- |
| Маникур           | Неверс, Франция      | ГН Франция    | 1991 – 2008             | 18 |         |
| Марина Бей Стрийт | Сингапур, Сингапур   | ГН Сингапур   | 2008 –                  | 2  |         |
| Монжуик           | Барселона, Испания   | ГН Испания    | 1969, 1971, 1973, 1975  | 4  |         |
| Монсанто Парк     | Лисабон, Португалия  | ГН Португалия | 1959                    | 1  |         |
| Монте Карло       | Монте Карло, Монако  | ГН Монако     | 1950, 1955 –            | 54 |         |
| Монт-Треблан      | Сейнт-Жовите, Канада | ГН Канада     | 1968, 1970              | 2  |         |
| Монца             | Монца, Италия        | ГН Италия     | 1950 – 1979, 1981 –     | 57 | Monza   |
| Моспорт           | Боуманвил, Канада    | ГН Канада     | 1967, 1969, 1971 – 1977 | 8  | Моспорт |

## Н
| Писта       | Местоположение    | Състезание за                       | Сезони                                                                            | N  | Карта |
| ----------- | ----------------- | ----------------------------------- | --------------------------------------------------------------------------------- | -- | ----- |
| Нивел       | Нивел, Белгия     | ГН Белгия                           | 1972, 1974                                                                        | 2  |       |
| Нюрбургринг | Нюрбург, Германия | ГН Германия ГН Европа ГН Люксембург | 1951 – 1958, 1961 – 1969, 1971 – 1976, 1984 – 1985, 1995 – 2007, 2009, 2011, 2013 | 38 |       |

## О
| Писта        | Местоположение          | Състезание за | Сезони                                                   | N  | Карта |
| ------------ | ----------------------- | ------------- | -------------------------------------------------------- | -- | ----- |
| Окаяма       | Айда, Япония            | ГН Пасифика   | 1994, 1995                                               | 2  |       |
| Оскар Галвес | Буенос Айрес, Аржентина | ГН Аржентина  | 1953 – 1958, 1960, 1972 – 1975, 1977 – 1981, 1995 – 1998 | 20 |       |

## П
| Писта        | Местоположение     | Състезание за | Сезони                                                      | N  | Карта |
| ------------ | ------------------ | ------------- | ----------------------------------------------------------- | -- | ----- |
| Педралбес    | Барселона, Испания | ГН Испания    | 1951, 1954                                                  | 2  |       |
| Пескара      | Пескара, Италия    | ГН Пескара    | 1957                                                        | 1  |       |
| Пол Рикар    | Кастелет, Франция  | ГН Франция    | 1971, 1973, 1975, 1976, 1978, 1980, 1982, 1983, 1985 – 1990 | 14 |       |
| Принц Джордж | Ийст Лондон, ЮАР   | ГН ЮАР        | 1962, 1963, 1965                                            | 3  |       |

## Р
| Писта     | Местоположение             | Състезание за | Сезони                                                | N  | Карта |
| --------- | -------------------------- | ------------- | ----------------------------------------------------- | -- | ----- |
| Реймс     | Реймс, Франция             | ГН Франция    | 1950, 1951, 1953, 1954, 1956, 1958 – 1961, 1963, 1966 | 11 |       |
| Ривърсайд | Ривърсайд, Калифорния, САЩ | ГН САЩ        | 1960                                                  | 1  |       |
| Руан      | Руан, Франция              | ГН Франция    | 1952, 1957, 1962, 1964, 1968                          | 5  |       |

## С
| Писта                | Местоположение              | Състезание за     | Сезони | N  | Карта             |
| -------------------- | --------------------------- | ----------------- | --- | -- | ----------------- |
| Сакхир               | Сакхир, Бахрейн             | ГН Бахрейн        | 2004 – 2010, 2012 –                                                                                           | 4  |                   |
| Себринг              | Себринг, Флорида, САЩ       | ГН САЩ            | 1959 | 1  |                   |
| Сепанг               | Куала Лумпур, Малайзия      | ГН Малайзия       | 1999 – | 9  |                   |
| Сизарс Палас         | Лас Вегас, Калифорния, САЩ  | ГН Лас Вегас      | 1981–1982 | 2  |                   |
| Силвърстоун          | Силвърстоун, Великобритания | ГН Великобритания | 1950 – 1954, 1956, 1958, 1960, 1963, 1965, 1967, 1969, 1971, 1973, 1975, 1977, 1979, 1981, 1983, 1985, 1987 – | 40 |                   |
| Скандинавиън Рейсуей | Андерсторп, Швеция          | ГН Швеция         | 1973 – 1978                                                                                                   | 6  | Anderstorp        |
| Сочи                 | Сочи, Русия                 | ГН Русия          | 2014 – 2021                                                                                                   | 1  | Spa-Francorchamps |
| Спа-Франкоршан       | Спа, Белгия                 | ГН Белгия         | 1950 – 1970, 1983, 1985 – 2002, 2004 – 2005, 2007 –                                                           | 44 | Spa-Francorchamps |
| Судзука              | Судзука, Япония             | ГН Япония         | 1987 – 2006, 2009 –                                                                                           | 21 |                   |

## У
| Писта        | Местоположение             | Състезание за | Сезони      | N  | Карта |
| ------------ | -------------------------- | ------------- | ----------- | -- | ----- |
| Уоткинс Глен | Уоткинс Глен, Ню Йорк, САЩ | ГН САЩ        | 1961 – 1980 | 20 |       |

## Ф
| Писта     | Местоположение       | Състезание за | Сезони                 | N | Карта |
| --------- | -------------------- | ------------- | ---------------------- | - | ----- |
| Феър парк | Далас, Тексас, САЩ   | ГН Далас      | 1984                   | 1 |       |
| Фуджи     | Шизуока, Япония      | ГН Япония     | 1976, 1977, 2007, 2008 | 4 |       |
| Финикс    | Финикс, Аризона, САЩ | ГН САЩ        | 1989, 1990, 1991       | 3 |       |

## Х
| Писта         | Местоположение                | Състезание за        | Сезони                                               | N  | Карта          |
| ------------- | ----------------------------- | -------------------- | ---------------------------------------------------- | -- | -------------- |
| Харама        | Харама, Испания               | ГН Испания           | 1968, 1970, 1972, 1974, 1976, 1977, 1978, 1979, 1981 | 9  |                |
| Херес         | Херес де ла Фронтера, Испания | ГН Испания ГН Европа | 1986 – 1990, 1994, 1997                              | 2  |                |
| Хокенхаймринг | Хокенхайм, Германия           | ГН Германия          | 1970, 1977 – 2006, 2008, 2010, 2012, 2014 –          | 32 | Hockenheimring |
| Хунгароринг   | Будапеща, Унгария             | ГН Унгария           | 1986 –                                               | 25 |                |

## Ц
| Писта   | Местоположение   | Състезание за | Сезони | N | Карта |
| ------- | ---------------- | ------------- | ------ | - | ----- |
| Целтвег | Целтвег, Австрия | ГН Австрия    | 1964   | 1 |       |

## Ш
| Писта  | Местоположение         | Състезание за | Сезони                 | N | Карта    |
| ------ | ---------------------- | ------------- | ---------------------- | - | -------- |
| Шанхай | Шанхай, Китай          | ГН Китай      | 2004 –                 | 7 | Shanghai |
| Шарад  | Клермон Феран, Франция | ГН Франция    | 1965, 1969, 1970, 1972 | 4 |          |

## Я
| Писта     | Местоположение | Състезание за | Сезони | N | Карта    |
| --------- | -------------- | ------------- | ------ | - | -------- |
| Яс Марина | Абу Даби, ОАЕ  | ГН Абу Даби   | 2009 – | 2 | Shanghai |